# Errachidia-Moulay Ali Chérifs flygplats
Errachidia-Moulay Ali Chérifs flygplats (franska: Aéroport d'Errachidia-Moulay Ali Chérif, arabiska: مطار مولاي علي الشريف) är en flygplats i Marocko.   Den ligger i regionen Drâa-Tafilalet, 300 km sydost om huvudstaden Rabat. Errachidia-Moulay Ali Chérifs flygplats ligger 1 040 meter över havet.